# Col de la Chevestraye
Der Col de la Chevestraye ist ein 611 Meter hoher französischer Gebirgspass in den Vogesen. Er befindet sich in der Region Bourgogne-Franche-Comté im Département Haute-Saône und verbindet über die D97 das Vallée de l’Ognon im Westen mit dem Vallée du Rahin im Osten und stellt die Verbindung zwischen den Gemeinden Fresse und Plancher-Bas dar.

## Streckenführung
Die Westauffahrt beginnt beim Abzweiger der D97 von der D486. Der Anstieg führt anschließend unrhythmisch durch die Gemeinde Fresse, wobei die Steigung nur selten über 5 % beträgt. Nach etlichen Flachstücken führen die letzten eineinhalb Kilometer mit einer durchschnittlichen Steigung von rund 4,5 % zum höchsten Punkt des Passes. Im Schnitt liegt die Steigung des 10,5 Kilometer langen Anstiegs bei gerade einmal 2,6 %.
Die Ostauffahrt ist deutlich kürzer und steiler. Nachdem man von der D16 auf die D97 abgefahren ist, beginnt die Straße zu steigen und führt über mehrere Kurven zur Passhöhe. Auf den rund zwei Kilometern beträgt die durchschnittliche Steigung 5,9 %, wobei die höchsten Steigungsprozente mit rund 8 % auf den letzten Metern erreicht werden.

## Radsport
Im Rahmen der Tour de France wurde der Col de la Chevestraye bereits öfters befahren. Sowohl bei seiner Erstbefahrung im Jahr 2012 als auch in den Jahren 2017 und 2020 diente er als Verbindung zum Schlussanstieg nach La Planche des Belles Filles. Aufgrund seiner geringen Steigungsprozente, die die Westauffahrt aufweist, wurde jedoch noch nie eine Bergwertung auf dem Pass abgenommen.
In den Jahren 2014 und 2019 fanden ebenfalls Bergankünfte auf der Planche des Belles Filles statt. Hier führte die Strecke jedoch über den nahe gelegenen Col des Chevrères (914 m), dessen Abfahrt über den Col de la Chevestraye führt.
Im Jahr 2022 dient der Anstieg auf der 7. Etappe erneut als Verbindung zwischen dem Vallée de l’Ognon und dem Schlussanstieg nach La Planche des Belles Filles.

## Sehenswürdigkeiten
Auf der Passhöhe befindet sich ein Monument, das zum Gedenken an die Soldaten des 2. Regiments Chasseurs d’Afrique errichtet wurde, die während der Schlacht von La Chevestraye zwischen dem  27. und 29. September 1944 starben.

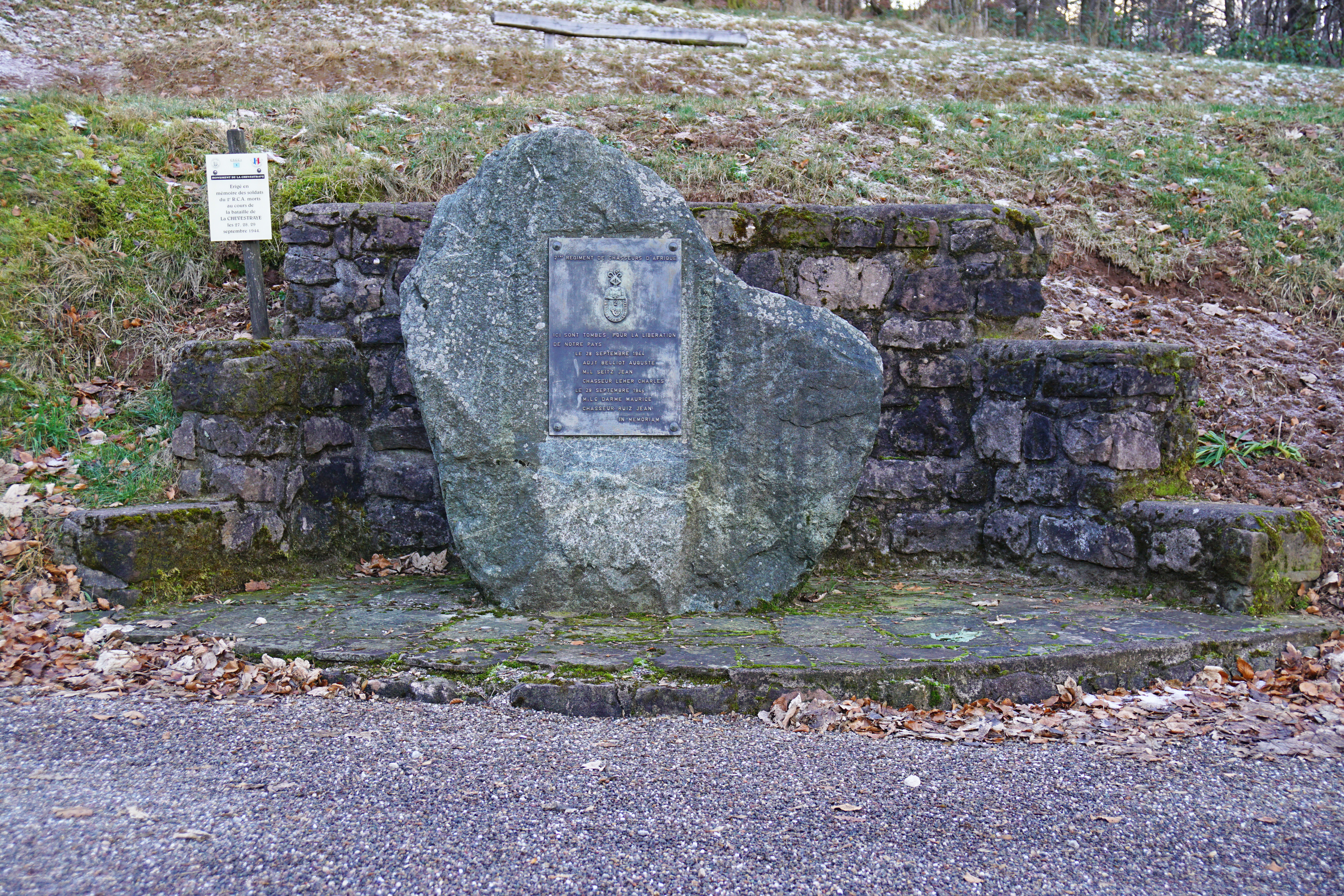
Monument zum Gedenken an die Schlacht von La Chevestraye
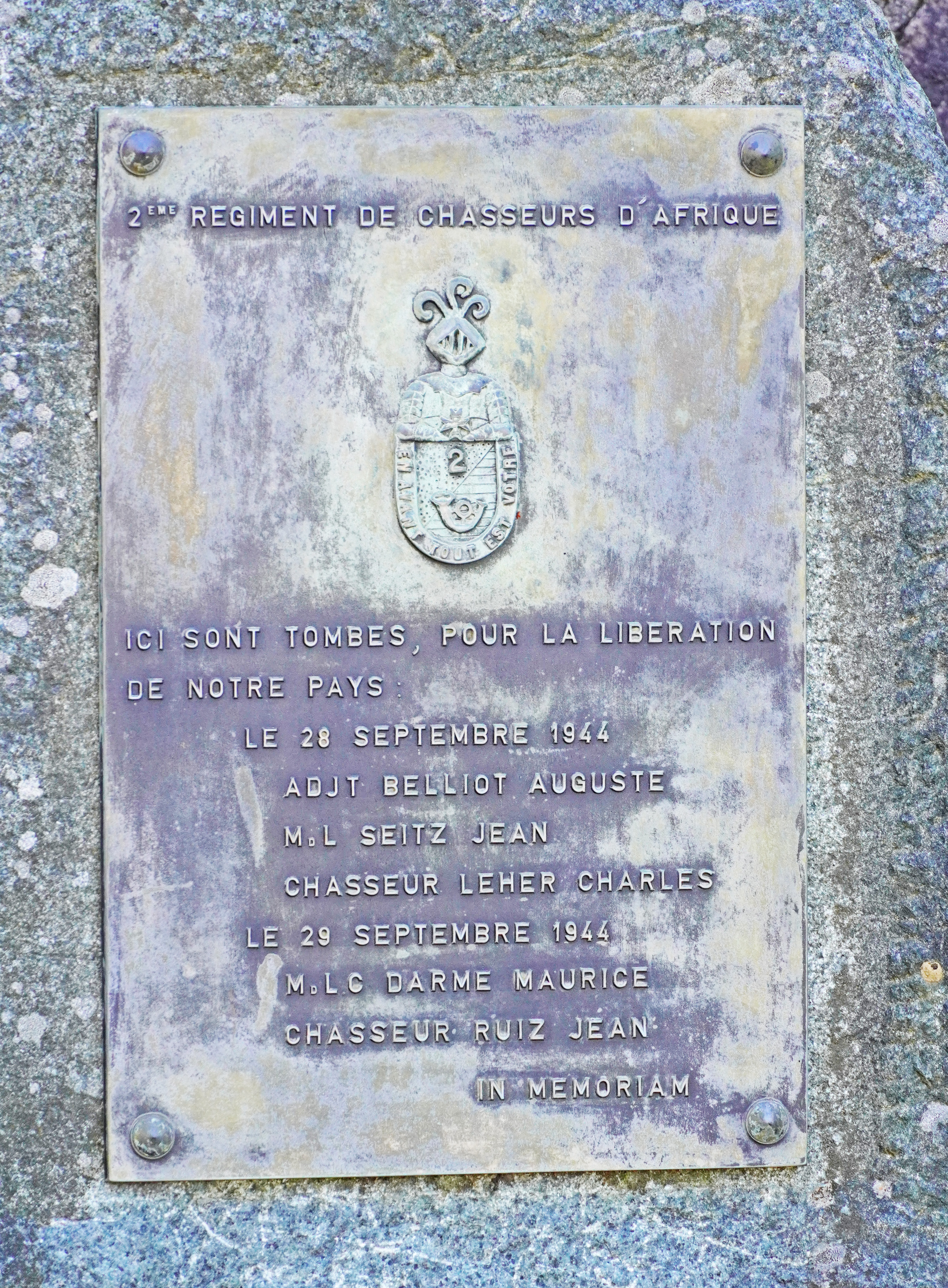
Inschrift des Monuments